# 琴酒灣
64°3′S 58°25′W / 64.050°S 58.417°W
琴酒灣（英語：Gin Cove）是南極洲的海灣，位於詹姆斯羅斯島西北岸，處於坦布爾當崖以北，由英國南極名稱諮詢委員會命名，現時由南極條約體系管理。